# Норамарг
Норамарг (вірм. Նորամարգ) — село в марзі Арарат, у центрі Вірменії. Село розташоване за 5 км на південь від міста Масіс, за 2 км на захід від села Овташен та за 5 км на схід від села Ранчпар.